# Centro Educacional Santo Antônio
O Centro Educacional Santo Antônio é uma instituição de ensino localizada em Simões Filho, Bahia, Região Metropolitana de Salvador. Foi criado em 1964 pela Irmã Dulce. Originalmente era um orfanato, mas 30 anos depois tornou-se escola.

## História
O Centro Educacional Santo Antônio (CESA) é um dos 21 núcleos de atendimento das Obras Sociais Irmã Dulce (OSID). Localizada no município de Simões Filho, na Região Metropolitana de Salvador, a unidade, fundada em 1964 por Irmã Dulce, nasceu como um orfanato no qual a freira baiana abrigava meninos sem referência familiar. Em 1994, tornou-se uma escola em tempo integral, com foco na qualidade do ensino básico, sendo hoje uma referência na adoção de boas práticas de gestão alinhadas com princípios de excelência na área educacional.
Em parceria com as Secretarias de Educação do Estado da Bahia e do Município de Simões Filho, o CESA atende cerca de 700 crianças e adolescentes em situação de vulnerabilidade social. Com um modelo de ensino que engloba desde a educação infantil até o nono ano, o Centro oferece ainda acesso à arte-educação, inclusão digital, iniciação profissional, atividades esportivas, assistência odontológica, alimentação, fardamento e material escolar gratuitos. O complexo dispõe também de uma unidade de sustentabilidade, o Centro de Panificação, responsável pela produção e comercialização de variados tipos de pães, panetones e outros produtos, cuja receita das vendas é totalmente revertida para a manutenção de suas atividades.

### Proposta Educacional
Em 2010, o CESA reiniciou, em parceria com a Prefeitura de Simões Filho, o atendimento às crianças no segmento da Educação Infantil, matriculados em regime de tempo integral – modelo também adotado junto aos estudantes matriculados no ensino fundamental (1° ao 9° ano).
A proposta pedagógica do CESA envolve planos por áreas de conhecimento, que agregam o potencial de ensino das atividades complementares. Através do projeto De olho no Futuro, os educadores e equipe gestora passam por uma formação em didática e estrutura das áreas de conhecimento; discussão das teorias do desenvolvimento; psicologia cognitiva e reflexão sobre a práxis. Além disso, o projeto contempla o acompanhamento pedagógico a alunos com baixo rendimento.

### Centro de Panificação
O Centro de Panificação da OSID foi criado em 1991, para atender o consumo do então orfanato e do Hospital Santo Antônio. A produção era limitada e feita por apenas dois padeiros. Hoje, a unidade conta com 44 profissionais, e uma produção de 1,1 milhão de pães (50 g) por mês, além de produzir 400 mil unidades do Panetone Irmã Dulce todo final de ano.
Responsável pela produção de variadas linhas de pães, a exemplo da linha Dulce Natura e do Panetone Irmã Dulce, o complexo de panificação direciona toda a renda obtida com a venda de seus produtos para a manutenção do CESA (Centro Educacional Santo Antônio), unidade também situada em Simões Filho que atende hoje 734 crianças e adolescentes em situação de risco social.